# Bußprediger

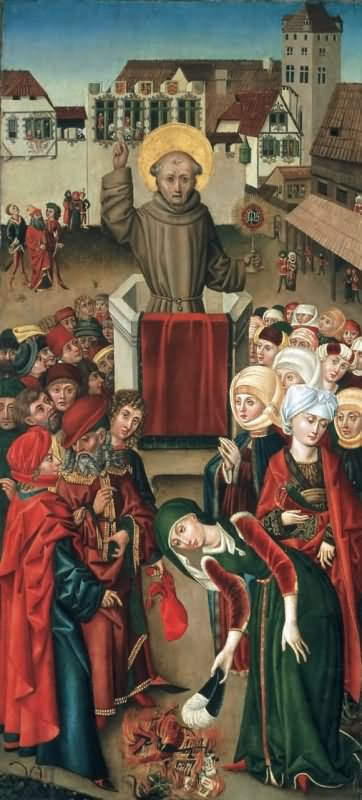
Fränkisch-Bambergische Tafelmalerei, Bußprediger Johannes Capistranus (1470/80) Ort: Historisches Museum Bamberg

Bußprediger waren christliche Prediger zwischen dem 12. bis 16. Jahrhundert, deren Botschaft hauptsächlich oder ausschließlich darin bestand, den Menschen ihre Sündhaftigkeit und Gottes Zorn mittels drastischer Weltuntergangsfantasien ins Bewusstsein zu rücken. Sie verkündeten den nicht büßenden Sündern das baldige Strafgericht Gottes und forderten von allen Gläubigen öffentliche Sündenbekenntnisse und Reuebekundungen ein.

## Biblischer Ursprung
Im Alten Testament mahnten einige Propheten vor der Sünde und riefen zur Umkehr auf. Jesus Christus und seine Apostel ermahnten und ermunterten nach dem Neuen Testament die Menschen ebenfalls zur Abkehr von der Sünde und zur Hinkehr zu Gott. Die Bußprediger des Mittelalters, der nachfolgenden Zeitalter und der Moderne  griffen gern auf diese methodischen Mahnungen und Androhungen zurück, um dann für die gewünschte Umkehr das Heil zu versprechen.

### Altes Testament
Der Prophet Jesaja warnte vor Unglauben und Untreue (Jes 8,5–23 ) er rief in seiner „Mahnung zur Umkehr und zum Vertrauen auf Gottes Wort“ die Menschen auf, „nicht leer zurückzukehren“ und versprach ihnen: „Statt Dornen wachsen Zypressen, statt Brennnesseln  Myrten.“ (Jes 55,6–13 ).  Auch in der „Verheißung des menschlichen Heils“ sagt er: „Habt Mut und fürchtet euch nicht!“ (Jes 35,4 )

In der vom Propheten Jeremia beschriebenen Tempelrede  (Jer 26,1–19 ) schreibt er, was der Herr sagte: 

„Wenn ihr nicht auf mein Wort hört und meiner Weisung nicht folgt, die ich euch gegeben habe, wenn ihr nicht auf die Worte meiner Knechte und Propheten hört, die ich immer wieder zu euch sende, obwohl ihr nicht hört, dann verfahre ich mit diesem Haus wie mit dem Schilo und mache diese Stadt zu einem Fluch bei allen Völkern der Erde“

### Neues Testament
Johannes der Täufer (Mt 3,1–12 ; Mk 1,1–8 ; Lk 3,1–20  und Joh 1,7–36 ) war ein Prophet, der zur Umkehr mahnte und neutestamentlich als „Bußprediger in der Wüste“ apostrophiert wird. Seine Bußforderungen und die Vergebung der Sünden verband er mit der Taufe. Für die Christen war die Taufe gleichzusetzen mit Jesus, auf dessen Geburt Johannes nach den Evangelien verwies.
In der Apostelgeschichte des Lukas tritt Petrus mit einer Rede auf dem Tempelplatz als Bußprediger auf und ruft zu Umkehr und Buße auf (Apg 3,19 ). Ihm folgte als schreibender Bußprediger der Apostel Paulus mit seinen Briefen, zunächst  an die Römer (Röm 1,18–32 ), den er mit dem Titel „Sünde und Verlorenheit“ versah und über „Gottes Zorn über die Ungerechtigkeit der Menschen“ schrieb. Paulus wandte sich in seinem Brief an die Epheser mit verschiedenen Mahnungen an die Menschen und stellte seine Forderungen vom „alten und neuen Menschen“ auf (Eph 4,17–24 ). Diese Worte der Mahnung an die Getauften wiederholte er im Brief an die Kolosser, er schreibt dann weiter über die christliche Hausordnung und richtet abschließen eine Mahnung an alle (Kol 3–4 ). Im Brief an die Hebräer (Heb 10,19–39 ) griff Paulus wiederum den Weg des Glaubens auf, er warnte vor dem Abfall und mahnte zur Ausdauer.

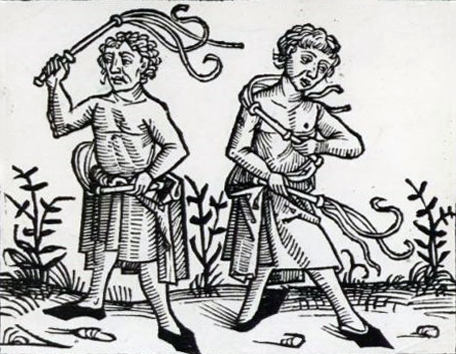
Flagellanten (Holzschnitt aus dem 15. Jahrhundert)

## Bußprediger im Mittelalter
In der Mitte des 13. Jahrhunderts gründeten sich Bußbruderschaften wie zum Beispiel die Apostelbrüder (Apostoliker), die später einer grausamen Verfolgung erlagen. Hierbei trat insbesondere Gerhard Segarelli (1240–1300) aus Parma heraus, der 1300 wegen seiner rigorosen Kritik am Klerus und der Kirche verbrannt wurde. Zur gleichen Zeit wurde das Volk mit Geißlerumzügen, auch als Flagellanten bekannt, konfrontiert, bei denen das baldige Ende der Welt angedroht wurde.

## Öffentliches Auftreten
Die Bußprediger traten meistens im öffentlichen  Auftrag auf und konnten auf päpstliche, bischöfliche und fürstliche Befugnisse verweisen. Manche Prediger wurden auch vom städtischen Magistrat berufen. Mit dieser Lizenz wirkten sie auf kirchliche und politische Gebiete ein und predigten auftragsgemäß gegen Luxus, Glücksspiel, Wucher und Glaubensirrtürmer. Hinter ihren Predigten stand immer eine moralische oder sittliche Instanz, ohne die das Auftreten und die Erfolge der Prediger undenkbar gewesen wären. Je größer und umfangreicher ihr Erfolg wurde, desto weiter entfernten sie sich vom Idealbild ihrer Vorbilder und Forderungen. Die Bußpredigten zogen sich mitunter über Wochen hin und führten durch ihre immer wiederkehrenden Drohungen und Mahnungen zum gewünschten Erfolg.

## Inhaltliche  Ziele
Die Bußpredigten wurden inhaltlich auf die lange und große Macht der Kirche und der Bedrohung der Christenheit ausgerichtet. Dieses führte zu großem Interesse der Zuhörer und steigerte den Zulauf. Natürlich spielten auch Katastrophen und Umbrüche, die bei den Menschen zu Angst führten, eine erhebliche Rolle. Krankheiten und Seuchen taten ihr Übriges und führten in der Aristokratie zu Überlebensängsten und Schrecken. Als Drohungen galten ewige Verdammung und Fegefeuer, dem aber mit entsprechend hohen Ablässen entgegengetreten werden könne. Diese typischen Merkmale der Exhortatio reichten üblicherweise von der Drohung über die Ermutigung zur Heilsbringung.
Die Predigten der Bußprediger sollten die Menschen auch auf die Fastenzeit vorbereiten, sie zur Wallfahrt animieren oder sie zu Kreuzzügen anstacheln. Sie wurden auch für bestimmte Zwecke wie Kirchenbau, Brückenbau oder Sammlungen abgehalten. Immer standen Schürfung von Angst sowie Drohungen und die Mahnungen im Vordergrund, um die Bereitwilligkeit der Gläubigen zu fördern. Bußpredigten wurden vielfach überliefert und zumeist in lateinischer Sprache aufgezeichnet, die Bußpredigten des Berthold von Regensburg sind ebenfalls als Nachschriften überliefert und bieten zum Beispiel kulturgeschichtliche und volkskundliche Quellen.

Ablassbrief im Namen Leos X. von 1515

## Missbrauch, Ablassversprechen und Widerstand
Ein wichtiges und zum Erfolg führendes Druckmittel war der Ablass, nicht nur die Prediger steckten sich dadurch Gewinne in die eigenen Taschen, sondern sie erkauften für sich und dem Klerus ein „längeres Leben“.
Viele Gläubige trieb es in die Arme von selbsternannten Bußpredigern wie beispielsweise dem Hans Böhm (1458–1476),  der den Beinamen „Pauker von Niklashausen“ erhielt. Er trat 1476 in Franken auf und drohte mit einem gräuslichen Strafgericht und verkündete dem Volk ein „neues Reich Gottes auf Erden“. Er wurde 1476 in Würzburg als Ketzer auf dem Scheiterhaufen verbrannt.
Die Amtskirche brauchte Geld, besonders die Kurie war geld- und herrschsüchtig und forderte  immer mehr Ablassgelder. Die wichtigste Einnahmequelle war der Verkauf von Ablassbriefen: jener Handel mit Freisprüchen von Sündenstrafen, die Martin Luther (1483–1546) so erzürnen, dass er seine 95 Thesen verfasst.

## Bekannte Bußprediger
Neben den selbsternannten Bußpredigern traten auch seriöse und von wirklicher Motivation geprägte Bußprediger auf. Hier seien einige aufgeführt:

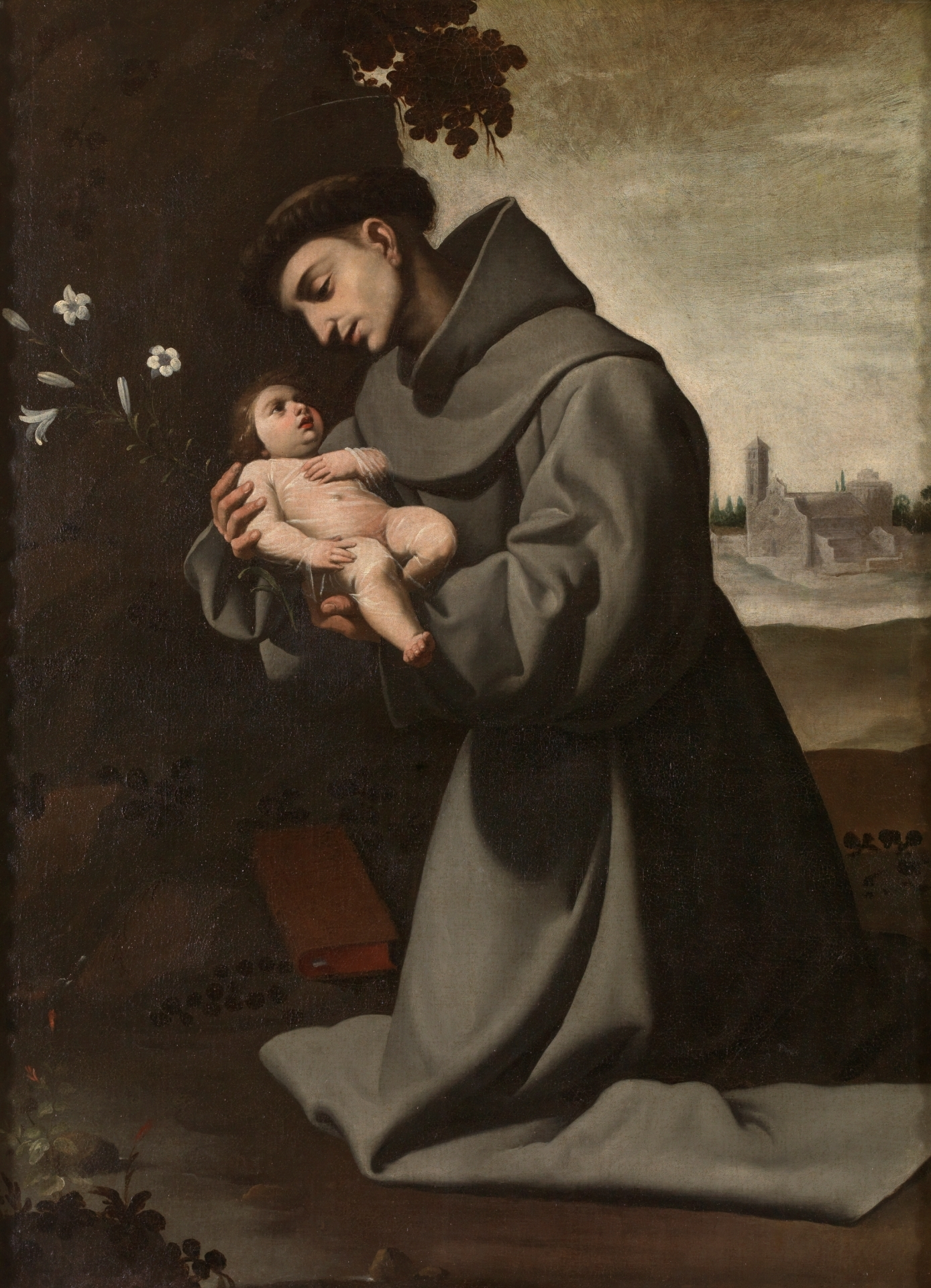
Antonius von Padua
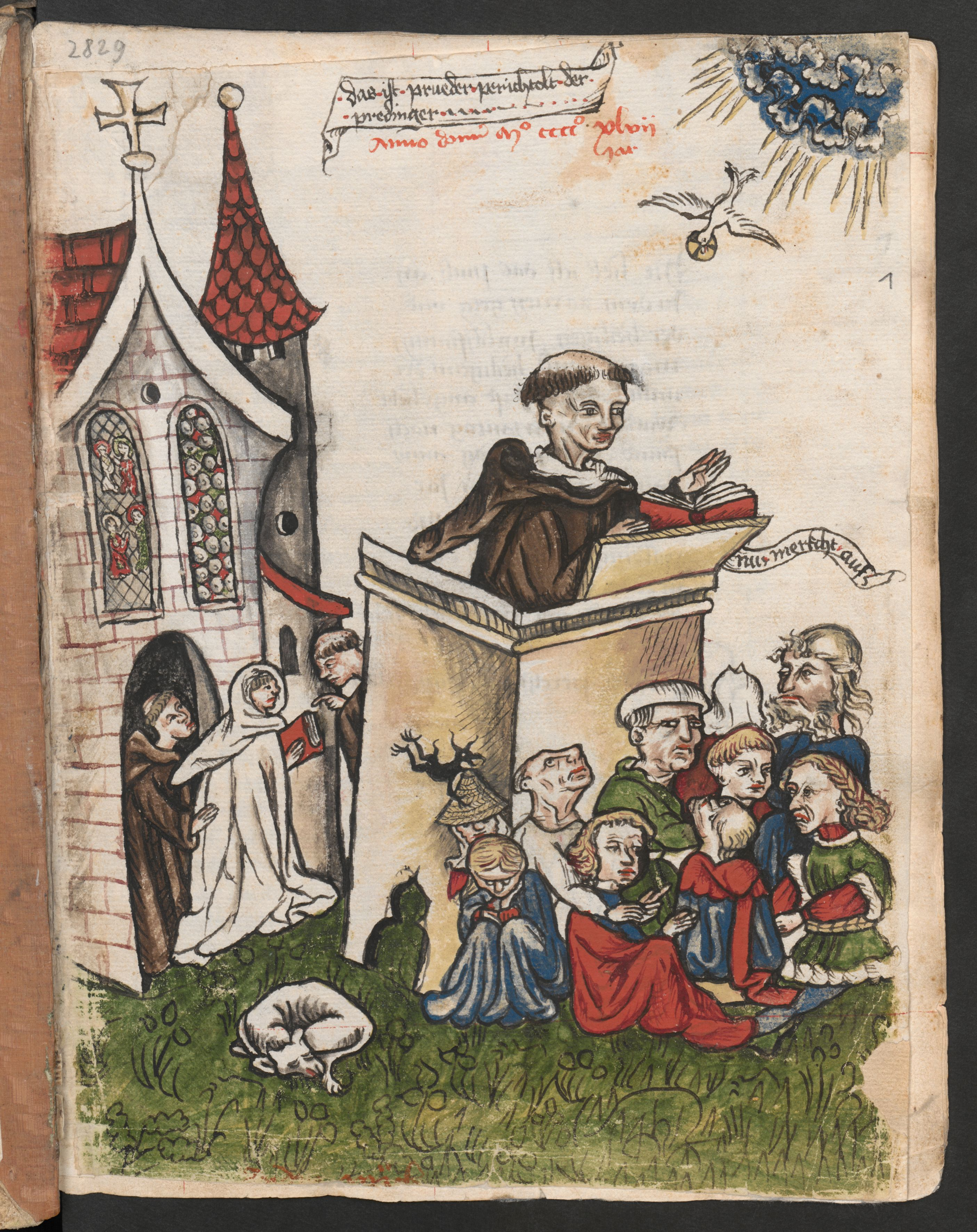
Berthold von Regensburg
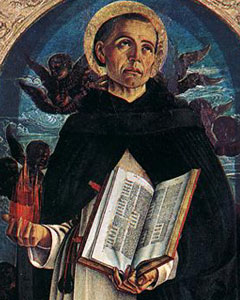
Vinzenz Ferrer
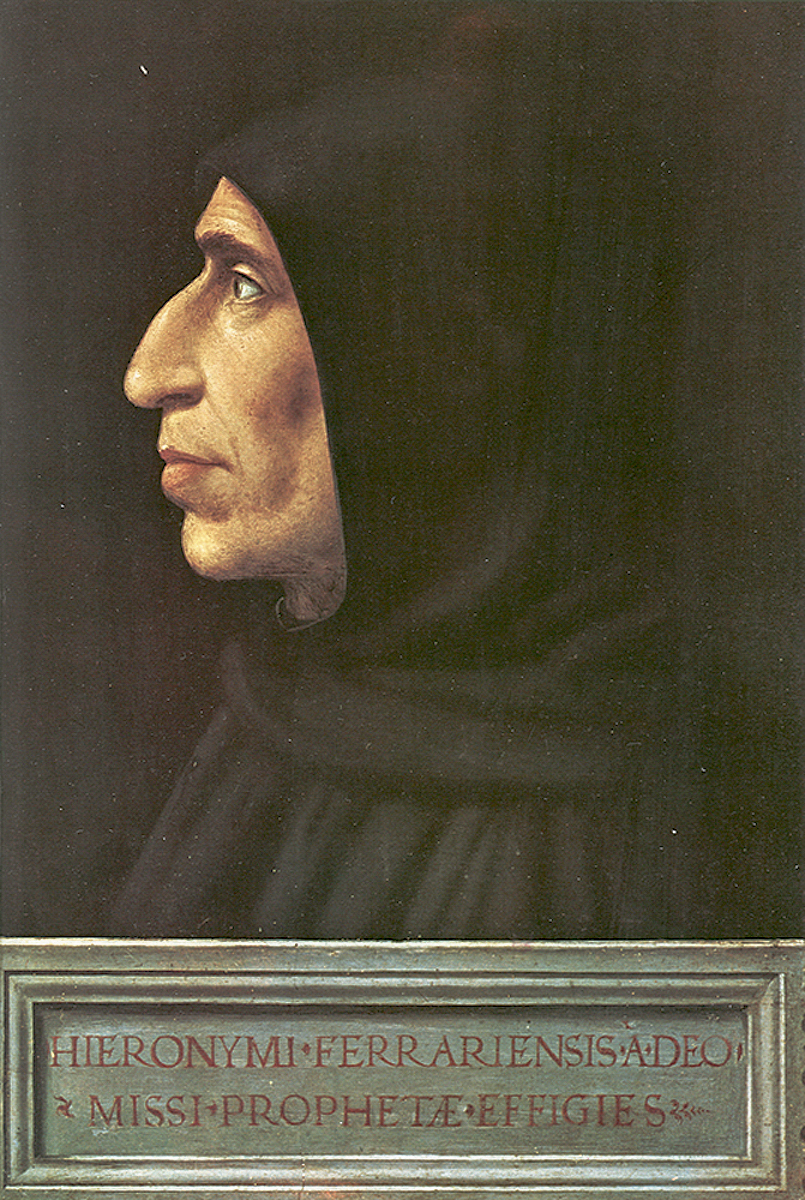
Girolamo Savonarola
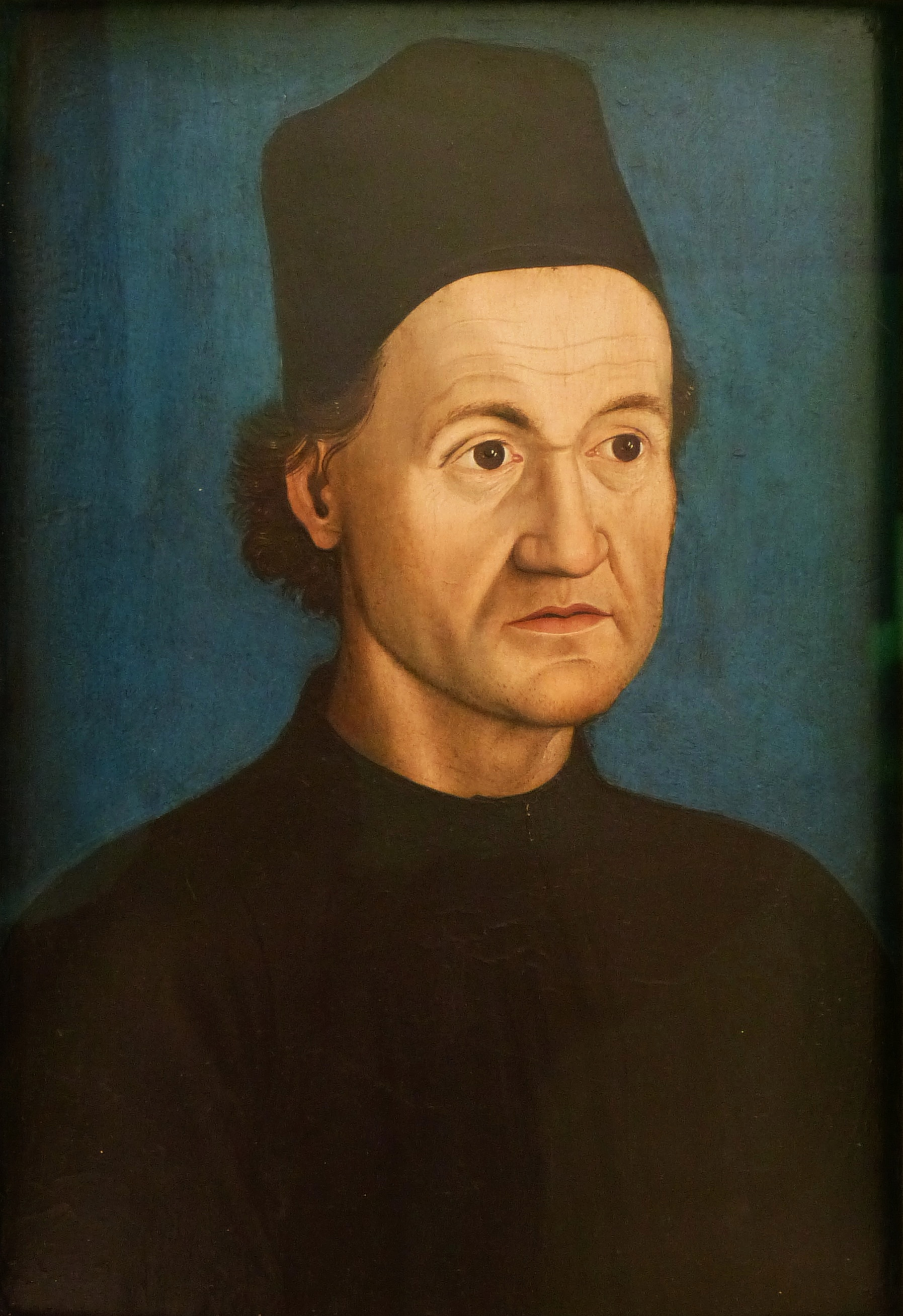
Johann Geiler von Kaysersberg
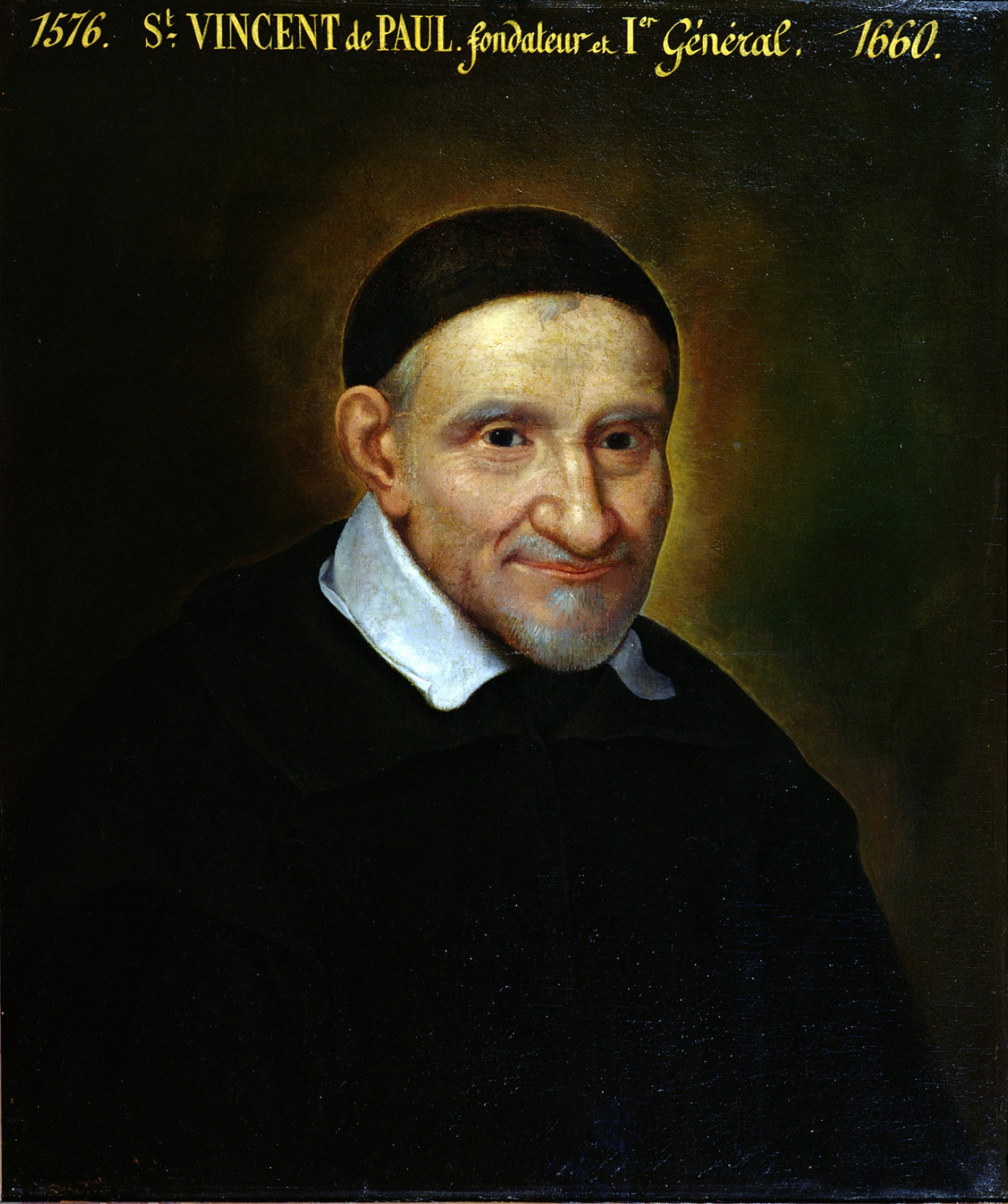
Vinzenz von Paul
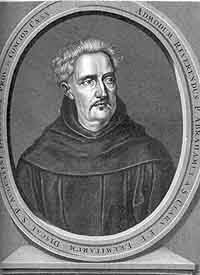
Abraham a Sancta Clara

- Noker von Zwiefalten (1065–1090) war ein Benediktiner, Dichter und Abt des Klosters Zwiefalten. In der Art einer Bußpredigt ermahnt Noker seine Mitmenschen, an den Tod zu denken, er warnte  vor der Hölle und bat Gott, Erbarmen zu zeigen mit der „bösen“ Welt.
- Antonius von Padua (1195–1231)  war ein portugiesisch-italienischer Franziskaner, Theologe und Prediger.  1221 traf er seinen Glaubensbruder Franz von Assisi, seine Redebegabung führte dazu, dass er in Italien zu den Albigensern und Waldensern sowie in Südfrankreich zu den Katharern sprach, die einer nicht kirchenkonformen Armutsbewegung huldigten
- Berthold von Regensburg (um 1210–1272) war Franziskaner und wirkte als Bußprediger, aber auch als Prediger gegen Ketzer und gegen Judenverfolgung.
- Heinrich von Melk (12. Jh.) war  Laienbruder und Bußprediger im Kloster Melk an der Donau. In seinen Bußpredigten gleichenden Gedichten (um 1160) malt er ein drastisches Bild von der Vergänglichkeit alles Irdischen und von der Verkommenheit und Sündhaftigkeit aller Stände. Leidenschaftlich verdammt er die Lasterhaftigkeit der Welt und ruft zu Umkehr und Buße auf.[2]
- Vinzenz Ferrer (1350–1419) war Dominikaner, Lehrer der Philosophie und Theologie und ein großer Bußprediger. Er stand auf Seiten der Päpste Klemens VII. und Benedikt XIII.  Von 1399 bis 1409 reiste er als Bußprediger durch Spanien, Südfrankreich, die Schweiz und Oberitalien. 1414 rückte er von dem Gegenpapst Benedikt XIII. ab und arbeitete für die Einheit der Kirche.
- Johannes Capistranus (1386–1456) war ein Wanderprediger, Heerführer, Inquisitor und Judenverfolger. Er ist der Schutzpatron der Rechtsanwälte.
- Johann Geiler von Kaysersberg (1445–1510) galt als der bedeutendste deutsche Prediger des ausgehenden Mittelalters. Er predigte in klarer und einfacher Sprache und füllte mit stundenlangen Bußpredigten das Münster von Straßburg. Es heißt über ihn: „Geiler übt in seinen derben und humorvollen Predigten scharfe Kritik am Zustand der Kirche, der Verweltlichung des Klerus und forderte Reformen“.[3]
- Girolamo Savonarola (1452–1498) war ein Dominikaner und Bußprediger. Er erregte Aufsehen mit seiner Kritik am Lebenswandel des herrschenden Adels und Klerus und gehört zu den Vorläufern der Reformation. Er wurde im Jahre 1498 gehängt und anschließend verbrannt.
- Vinzenz von Paul (1581–1660) war Priester und gilt als Begründer der neuzeitlichen Caritas.
- Abraham a Sancta Clara (1644–1709) war ein katholischer Geistlicher, Prediger und Schriftsteller. Er gilt mit rund 600 Einzelschriften als bedeutendster deutscher katholischer Prediger.

## Bußprediger in Kunst und Literatur (eine Auswahl)
- Gottlieb Konrad Pfeffel (1736–1809) war ein deutscher Schriftsteller, Militärwissenschaftler und Pädagoge aus dem Elsass. Er schrieb 1808 den Bußprediger:[4]

Der wilde Pater Chrisolog,

Der täglich neue Ketzer machte

Und täglich neue Wunder log,

Die selbst der Pöbel oft belachte,

Stieg einst, es war zur Faschingszeit,

Auf einen Eckstein, um zu lehren

Und von dem Dienst der Eitelkeit

Das Volk zur Buße zu bekehren.

Schon hatte der erhitzte Streit

Mit Sünd und Teufel angehoben,

Als ein Hanswurst mit lautem Toben

Der Hörer dichten Damm durchbrach.

Schnell ward der Prediger verlassen;

Janhagel lief durch alle Gassen,

Dem bunten Pickelhering nach.

Der Mönch ergrimmte: Welche Schmach,

Rief er, ein Auswürfling der Hölle,

Ein Narr, entlocket euch der Quelle

Des Heils und tötet euern Durst

Nach Weisheit. Ach! ihr seid verloren!

Bin ich, ihr Gottsvergeßne Toren,

Denn nicht so gut, als ein Hanswurst?
- Die Festrede beim Starkbieranstich auf dem Nockherberg wird von Humoristen und Schauspielern in der Rolle des Fastenpredigers (auch Bußprediger) Bruder Barnabas vorgetragen. Diese Rolle geht auf Frater Barnabas (1750–1795) zurück, der mit bürgerlichem Namen Valentin Stephan Still hieß und  Braumeister in München war.
- Wolf Schreiner beschreibt in seinem Roman Bußpredigt – Ein Krimi aus dem Bayrischen Wald die Situation des Pfarrers Baltasar Senner, der für den Dachstuhl der Kirche Geldsammlungen einfordert. Schließlich wird er den Tod des Hauptsponsoren aufklären.[5]
- Kevin Masalon betitelt seine Studienarbeit  mit Der Totentanz im Mittelalter – eine monumentale Bußpredigt. In ihr beschäftigt sich der Verfasser mit der Darstellung des Memento mori im Mittelalter.  Es wird dargestellt, mit welchen Mitteln und Methoden die Menschen zur Buße und Umkehr angehalten werden.[6]
- Im historischen Roman Die Tore der Welt beschreibt der Autor Ken Follett die Bußpredigten des Priors Godwyn von Kingsbridge und berichtet über Geißelzüge.[7]

## Quelle
- Roland Bainton: Martin Luther – Rebell für den Glauben. Wilhelm Heyne Verlag, München 1983, ISBN 3-453-55105-4.
- Carl Andresen/Georg Denzler: Wörterbuch der Kirchengeschichte. dtv, München 1982, ISBN 3-423-03245-6.